# Eochernyshinella
Eochernyshinella es un género de foraminífero bentónico normalmente considerado un subgénero de Chernyshinella, es decir, Chernyshinella (Eochernyshinella) de la subfamilia Chernyshinellinae, de la familia Tournayellidae, de la superfamilia Tournayelloidea, del suborden Fusulinina y del orden Fusulinida. Su especie tipo es Chernyshinella (Eochernyshinella) crassitheca. Su rango cronoestratigráfico abarca el Viseense (Carbonífero inferior).

## Discusión
Algunas clasificaciones más recientes incluyen Eochernyshinella en la familia Chernyshinellidae, y en el suborden Tournayellina, del orden Tournayellida, de la subclase Fusulinana y de la clase Fusulinata.

## Clasificación
Eochernyshinella incluye a las siguientes especies:
- Eochernyshinella crassitheca †, también considerado como Chernyshinella (Eochernyshinella) crassitheca †
  - Eochernyshinella crassitheca distincta †, también considerado como Chernyshinella (Eochernyshinella) crassitheca distincta †
- Eochernyshinella oldae †, también considerado como Chernyshinella (Eochernyshinella) oldae †
- Eochernyshinella spinula †, también considerado como Chernyshinella (Eochernyshinella) spinula †